# Heinrich von Württemberg

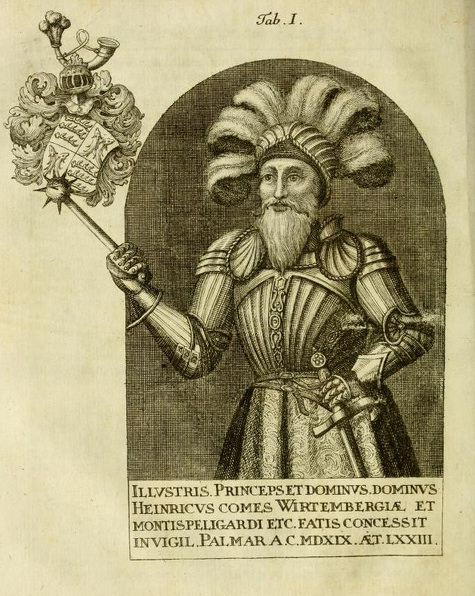
Heinrich von Württemberg (nicht authentische spätere Darstellung)

Heinrich von Württemberg (* 7. September 1448 in Stuttgart; † 15. April 1519 auf Burg Hohenurach) war von 1473 bis 1482 Graf von Württemberg-Mömpelgard.

## Leben
Als zweiter männlicher Nachkomme des Grafen Ulrich V. von Württemberg-Stuttgart war Heinrich von Württemberg für eine Karriere als Geistlicher vorgesehen. Heinrich war seit etwa 1464 Dompropst in Eichstätt. In Mainz war er als Nachfolger des Erzbischofs Graf Adolf von Nassau vorgesehen, der ihn 1465 zu seinem Koadjutor und weltlichen Regenten ernannte. Drahtzieher war der mächtige Markgraf Albrecht von Brandenburg, der eine Tochter mit Heinrichs Bruder Eberhard vermählte. Dieser wollte das Mainzer Erzbistum fest an die von ihm geführte kaiserliche Partei binden, zu der auch Heinrichs Vater Ulrich V. gehörte. Der Erzbischof von Mainz war einer der sieben Kurfürsten und hatte damit erheblichen Einfluss auf die Politik im Heiligen Römischen Reich Deutscher Nation. Die Koadjutorschaft richtete sich gegen die Wittelsbacher und vor allem gegen Pfalzgraf Friedrich den Siegreichen, der Graf Ulrich in der Schlacht bei Seckenheim 1462 gedemütigt hatte. Weil der Mainzer Erzbischof die ihm zugedachte Rolle jedoch nicht spielen wollte, kam es zu heftigen Spannungen zwischen ihm und Heinrich, die in die sogenannte Koadjutorfehde 1465 bis 1467 mündeten. 1466 erklärte Heinrich Graf Johann von Wertheim die Fehde, eine Auseinandersetzung, die zu einer Machtprobe der großen Fürsten wurde und beinahe zu einem Krieg im ganzen Reich geführt hätte. Am Ende aber siegte der Pfalzgraf auf dem diplomatischen Parkett fast völlig, und Württemberg und Heinrich standen mit weitgehend leeren Händen da. Das mainzische Amt Bischofsheim, das Heinrich als Ausgleich zugesprochen erhielt, gab er bereits 1470 wieder zurück.
1473 erhielt er im Uracher Vertrag die Grafschaft Mömpelgard und die übrigen linksrheinischen württembergischen Besitzungen zugesprochen. Im Zusammenhang mit der Auseinandersetzung zwischen dem burgundischen Herzog Karl dem Kühnen und Kaiser Friedrich III. ließ Karl der Kühne Heinrich 1474 gefangen nehmen. Während der bis 1477 dauernden Gefangenschaft in Maastricht und in Boulogne wurde Heinrich sehr schlecht behandelt; unter anderem soll eine Scheinhinrichtung vorgenommen worden sein. Nach dem Tod seines Vaters 1480 versuchte Heinrich gegenüber seinem Bruder Eberhard VI. Erbansprüche auf die Grafschaft Württemberg-Stuttgart und damit auf Gesamt-Württemberg geltend zu machen. Nachdem ihm dies aber nicht gelungen war, trat er im Vertrag von Reichenweier 1482 die Grafschaft Mömpelgard an Eberhard ab. Im August 1490 ließ ihn sein Vetter Eberhard V. (Eberhard im Bart) in Stuttgart verhaften. Als Begründung für die Verhaftung diente eine angebliche Geisteskrankheit. Eberhard im Bart wurde 1492 von Kaiser Friedrich III. zu seinem Vormund bestimmt. Bis zu seinem Tod 1519 wurde Heinrich mit seiner Frau auf der Burg Hohenurach gefangengehalten. Zeitweilig durfte er sich aber auch in Stuttgart aufhalten.

## Bedeutung
Eine gewisse Rehabilitation der Persönlichkeit Heinrichs, den die württembergische Historiographie als Wahnsinnigen stigmatisiert hatte, versuchte 1999 der Historiker Klaus Graf. Er verwies unter anderem auf Heinrichs geistige Interessen, ablesbar an Handschriften und Drucken aus seinem Besitz. 2004 hat dann Felix Heinzer nach Auffindung eines weiteren Buchs aus Heinrichs Besitz einen Vergleich zwischen Eberhard im Bart und Heinrich als Buchliebhaber versucht.

## Familie
Heinrich war der Sohn von Ulrich V. von Württemberg-Stuttgart aus dessen zweiter Ehe mit Elisabeth von Bayern-Landshut. Er heiratete 1485 (Eheabrede am 10. Januar 1485) Gräfin Elisabeth von Zweibrücken-Bitsch. Elisabeth verstarb am 17. Februar 1487 wenige Tage nach der Geburt ihres Sohnes Eitel Heinrich am 8. Februar 1487. Eitel Heinrich wurde bei seiner Firmung 1493 in Ulrich umbenannt und war ab 1498 der dritte Herzog von Württemberg. Heinrich heiratete am 21. Juli 1488 die Gräfin Eva von Salm. Aus dieser Ehe gingen zwei weitere Kinder hervor:
- Maria (1496–1541), ⚭ Heinrich II. Herzog von Braunschweig-Wolfenbüttel
- Georg I. von Württemberg-Mömpelgard (1498–1558)

Heinrich war damit der Begründer der älteren Seitenlinie Württemberg-Mömpelgard.
Siehe auch Stammliste des Hauses Württemberg